# خزامة (خوزامة)
خزامة هي إحدى مشيخات المملكة المغربية، تتبع جغرافيا لإقليم ورززات وإداريًا لخوزامة. يقدر عدد سكانها بـ 4016 نسمة حسب الإحصاء الرسمي للسكان والسكنى لسنة 2004.